# Timmerman

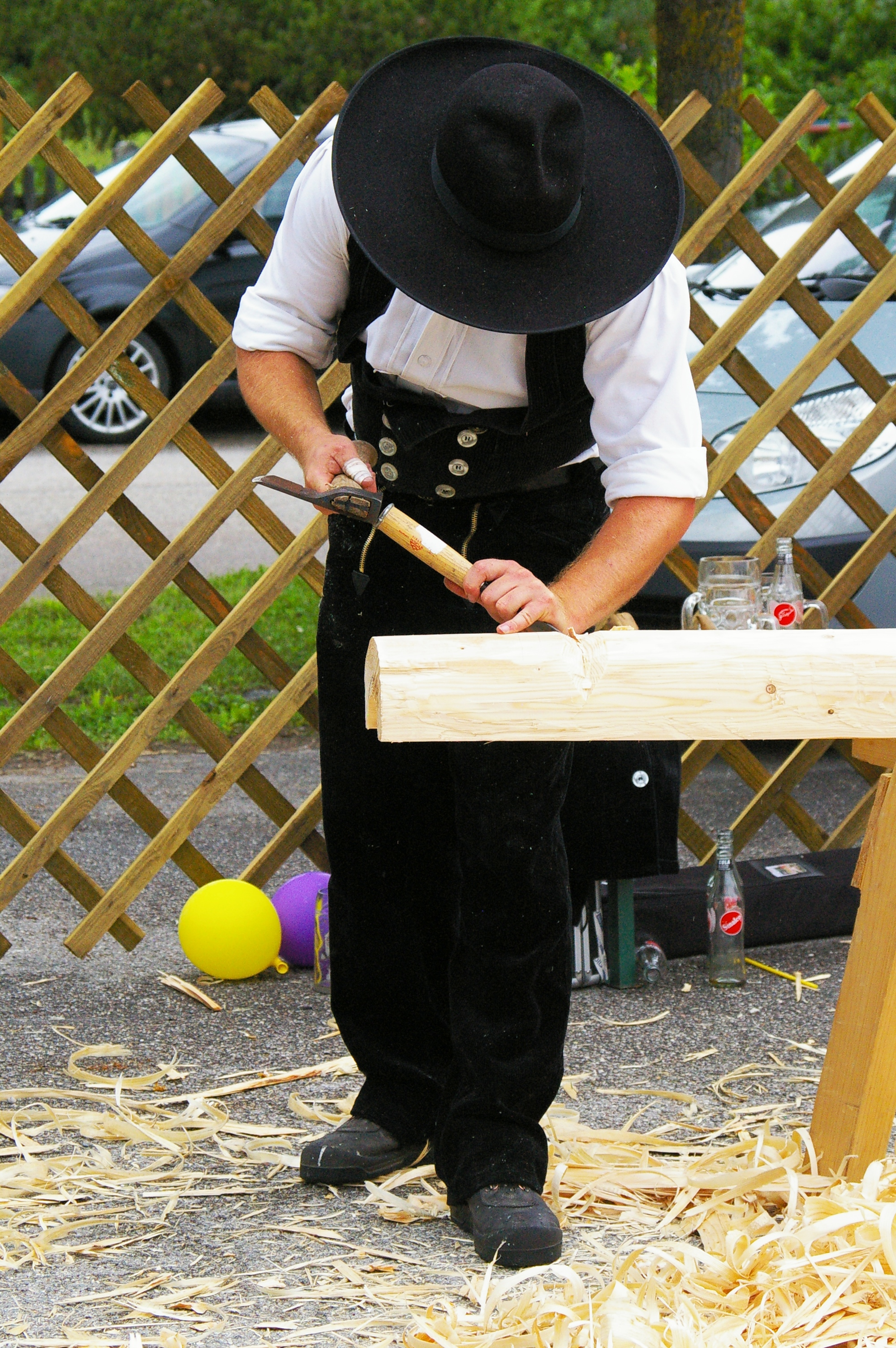
Een timmerman in Polen

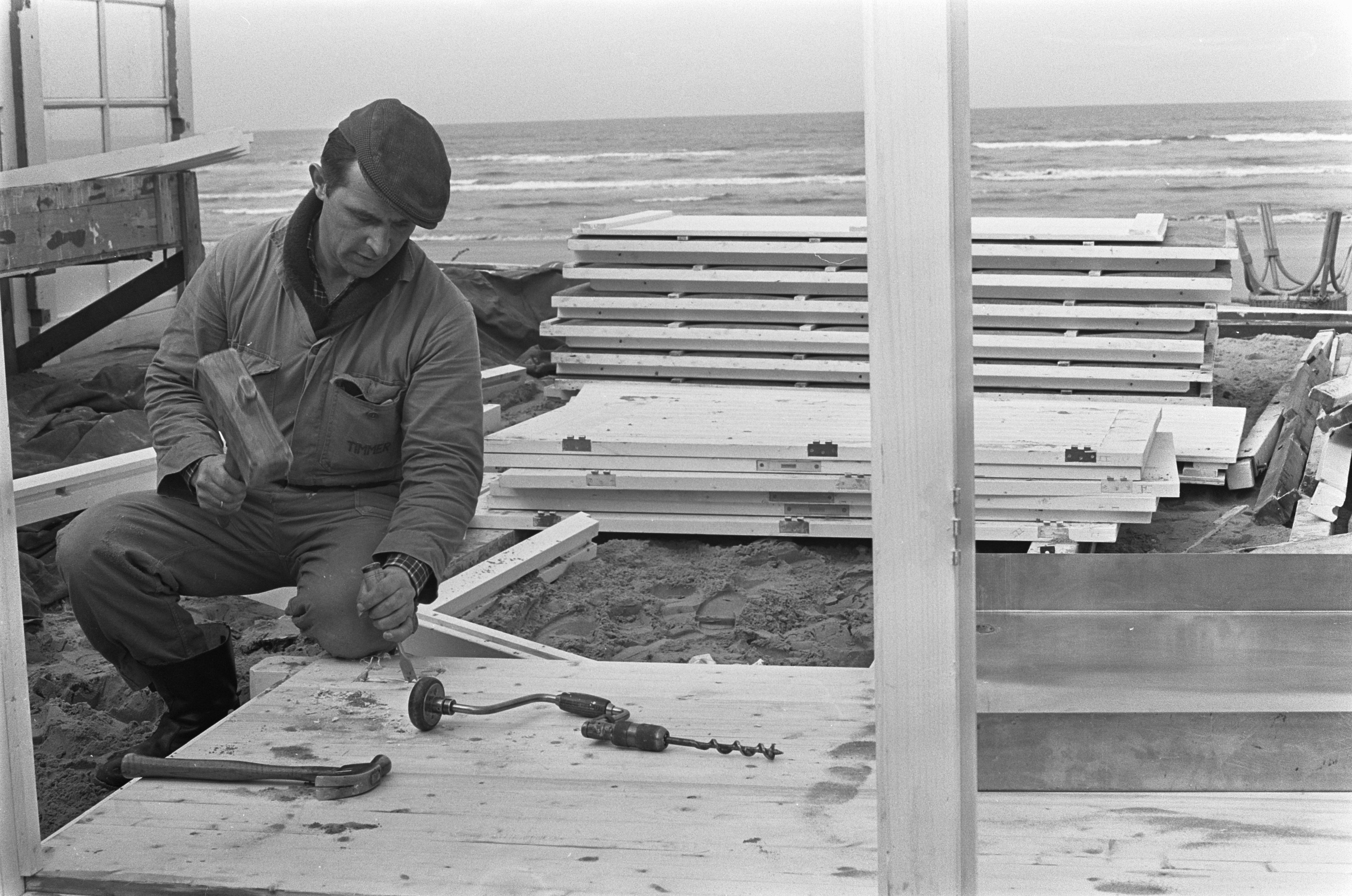
Een timmerman in Zandvoort

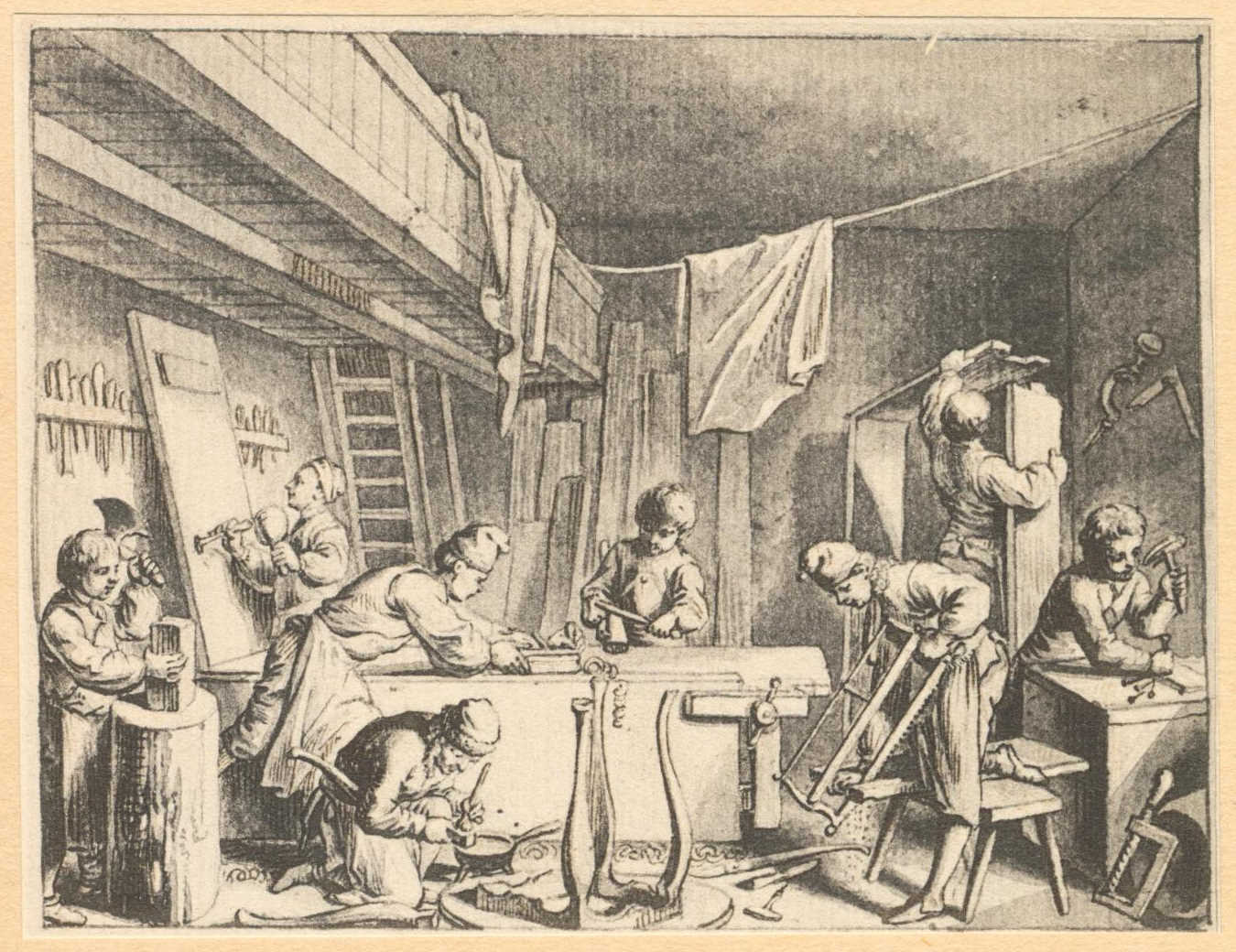
Prent van een timmerwerkplaats

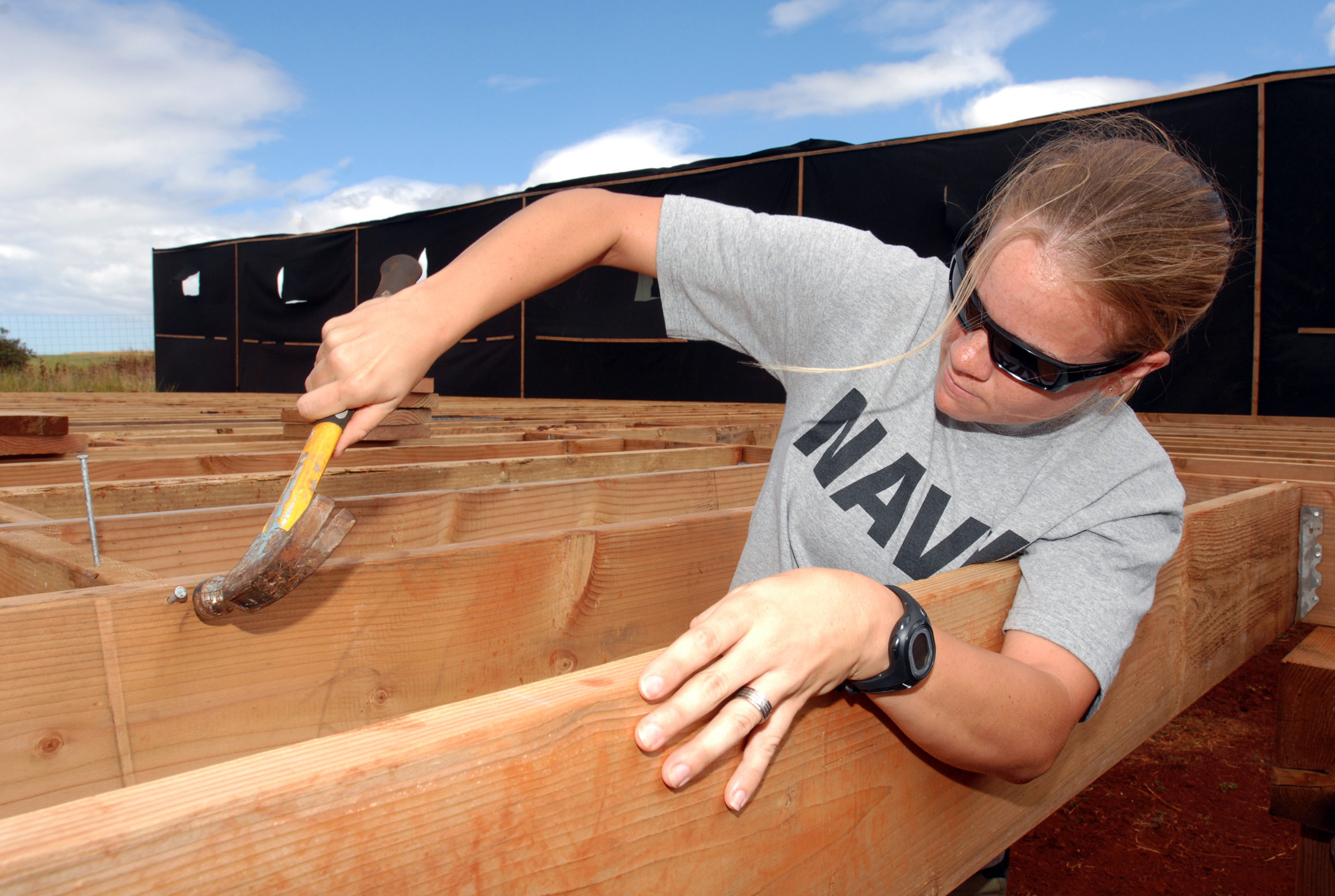
Een timmervrouw in de Verenigde Staten

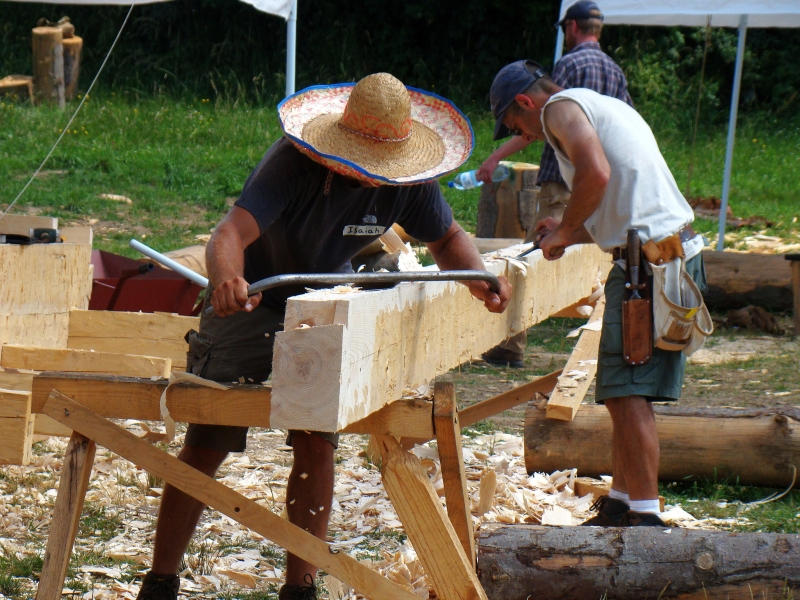
Timmerlieden aan het werk

Een timmerman of timmervrouw is een vakman of -vrouw die zich meestal beroepsmatig met houtbewerking bezighoudt.
In de bouw verricht hij nieuwbouw en onderhoud aan houten vloeren, wanden, dakconstructies, kozijnen, deuren en ramen.
In de meubelmakerij noemt men hem schrijnwerker (een in Nederland verouderde term) en maakt hij maatkasten en keukens. In informele Belgisch-Nederlandse omgangstaal wordt schrijnwerker naast meubelmaker dikwijls als synoniem gebruikt.
In de tijd dat handelsschepen (voornamelijk zeilschepen) en andere grote boten van hout werden gemaakt bouwde de scheepstimmerman voornamelijk de schepen en tijdens de reis van het schip herstelde hij de opgelopen schade. Een zijtak zijn de mastenmakers. Heden ten dage zijn de vaklieden scheepsbeschieter , die aan boord van schepen - waar gewoonlijk niets recht is en nauwelijks seriewerk voorkomt - hun vak uitoefenen. Zij houden het ambacht in ere. De Nederlandse jachtbouw is mede wereldberoemd door de kwaliteit van de Nederlandse scheepstimmerlieden.

## Nederland
In Nederland is een timmerman iemand die een opleiding tot timmerman of allround timmerman heeft gevolgd.
Het kan tevens ook voorkomen dat iemand timmerman is, zonder daar een opleiding voor te hebben gevolgd. Dit is mogelijk, doordat sommige bouwbedrijven ook medewerkers aannemen die via een uitzendbureau werk zoeken. Zo kan iemand via uitzendbureaus ervaring opdoen met timmerwerkzaamheden en deze ervaring gebruiken bij een sollicitatie bij een bouwbedrijf.
Bouwbedrijven stellen dan bijvoorbeeld niet als eis dat een diploma verplicht is, maar wel dat de sollicitant tekeningen kan lezen, begrijpen en uitwerken.
Opleiding tot timmerman kan in Nederland bij een regionaal opleidingencentrum (ROC).
Dit kan via een opleiding Timmerman Niv. 2 of Allround Timmerman Niv. 3 op BOL of BBL

## Vlaanderen
In Vlaanderen zijn er opleidingen in het domein bouw-hout, zowel in het BSO als in het TSO. Daarnaast leren veel timmerlui het beroep in een SYNTRA of via een training van de Vlaamse Dienst voor Arbeidsbemiddeling en Beroepsopleiding.

## Verwante beroepen
Gespecialiseerde beroepen in houtbewerking:
- bekister
- meubelmaker
- kistenmaker
- lijstenmaker
- machinaal houtbewerker

Andere beroepen in de bouw:
- cv-monteur
- dakdekker
- deurenafhanger
- elektricien
- kitter
- metselaar
- loodgieter
- parketteur
- schilder
- steigerbouwer
- stukadoor
- trappenmaker
- vloerenlegger
- voeger